# رائول آسنسیو
رائول آسنسیو بازیکن فوتبال اسپانیایی است که در پست مدافع برای باشگاه فوتبال رئال مادرید بازی می کند
آسنسیو از جزایر قناری اسپانیا است و در سیزده سالگی به آکادمی جوانان لا فابریکا پیوست.

## پیشینهٔ باشگاهی
آسنسیو در باشگاه فوتبال رئال مادرید کاستیا بازی می‌کند و  یکی از مهم ترین بازیکنان حال حاضر در رئال مادرید است. در ۹ نوامبر ۲۰۲۴، او اولین بازی خود در لالیگا را برای رئال مادرید انجام داد و در پیروزی ۴–۰ مقابل اوساسونا به عنوان بازیکن تعویضی وارد زمین شد. سبک بازی او عمدتا به عنوان یک مدافع عمل می‌کند و به عنوان "قاطع کننده توپ و با آمادگی بدنی عالی" توصیف شده است. آسنسیو در اینستاگرام گفت که بازی برای رئال مادرید رویای کودکی‌اش بوده است.

## شیوه بازی
میگل گونزالس، اولین مربی رائول آسنسیو در آکادمی لاس پالماس بود، او را با سرخیو راموس مقایسه کرد.